# The Fear (bài hát)
"The Fear" là bài hát của nghệ sĩ thu âm người Anh Lily Allen, được viết bởi Allen và Greg Kurstin. Ca khúc đã được phát hành làm đĩa đơn mở đầu cho album phòng thu thứ hai của cô, It's Not Me, It's You. Lúc đầu, "Everyone's At It" đã được thông báo làm đĩa đơn đầu tiên, nhưng đến phút chót, "The Fear" đã được chọn và đã phát hành ngày 26 tháng 1 năm 2009 dưới hãng Regal Recordings. Trước đó, demo của ca khúc đã được đăng trên Internet vào tháng 8 năm 2008, trên trang MySpace chính thức của Allen.
Đĩa đơn đã lọt vào top 20 trên các bảng xếp hạng của một số nước châu Âu và ở Úc, đồng thời đạt vị trí quán quân trên UK Singles Chart 4 tuần liên tiếp. Đây cũng là ca khúc thứ hai của Allen lọt vào U.S. Billboard Hot 100. "The Fear" đã thắng giải Bài hát hay nhất của năm tại Virgin Media Music Awards 2010,, giải Bài hát hay nhất tại Q Awards 2009, và hai giải Ivor Novello Awards 2010 cho ca khúc có nhạc và lời hay nhất và ca khúc được biểu diễn nhiều nhất.

## Nội dung
Về âm nhạc, ca khúc này mang đậm chất electropop hơn so với các bài hát ska và reggae trước đó của Lily Allen. Bài hát được viết ở nhịp C, khóa Fa trưởng với tempo 136 nhịp/phút. Cao độ của Allen hát từ Rê giáng đến Si giáng. Trong bài hát có câu "I'll look at the sun and I'll look in the mirror", ám chỉ đến tờ The Sun và The Mirror, hai tạp chí tin tức lớn của nước Anh thường nhắc đến Allen. About.com so sánh chất electropop của ca khúc này gần giống với "Stupid Girls" của Pink.

## Thành công thương mại
"The Fear" xuất hiện lần đầu trên UK Singles Chart ở vị trí thứ 168, và 1 tuần sau (1 tháng 2 năm 2009), ca khúc tăng 167 bậc và đạt vị trí quán quân, thay thế "Just Dance" của Lady Gaga. Gaga đã bình luận về điều này và nói rằng cô hài lòng với ca khúc đã đánh bại vị trí quán quân của cô. Ca khúc đã trụ vững ở #1 trong suốt tháng 2 (4 tuần), cho đến khi bị "My Life Would Suck Without You" của Kelly Clarkson đánh bại (1 tháng 3). Đây cũng là đĩa đơn quán quân thứ hai của Allen ở Anh, sau đĩa đơn đầu tay "Smile" đạt vị trí quán quân năm 2006. Trong tuần thứ ba đĩa đơn ở vị trí quân, album It's Not Me, It's You cũng đã đạt vị trí quán quân trên UK Albums Chart và Allen đã phát biểu: "Thật tuyệt vời khi được dẫn đầu cả hai bảng xếp hạng, đặc biệt là cùng thời điểm giải Brit đang được tổ chức để vinh danh những cái tuyệt vời nhất của âm nhạc nước Anh." Ở Úc, đĩa đơn cũng đã thể hiện sự thành công của mình khi đạt đến vị trí số 3 và trụ lại trong top 10 8 tuần sau đó, đồng thời được chứng nhận Bạch kim của Hiệp hội Công nghiệp thu âm Úc. Ở Ireland, "The Fear" có mặt ở vị trí 35, leo lên từ từ đến vị trí số 5 và sau đó nhanh chóng rơi khỏi bảng xếp hạng.
Ca khúc cũng rất thành công ở châu Âu, lọt vào top 20 ở rất nhiều quốc gia, đạt vị trí số 3 trên European Hot 100. Ở New Zealand, Allen có được đĩa đơn top 40 thứ tư của mình với "The Fear": đĩa đơn này đã đạt vị trí 14.
Ở Bắc Mỹ, "The Fear" chỉ đạt được thành công vừa phải, đứng ở vị trí 80 trên Billboard Hot 100 và là đĩa đơn thứ hai của Allen lọt vào xếp hạng tại Mỹ. Dù đạt thứ hạng thấp ở bảng xếp hạng chính, đĩa đơn lại đạt vị trí quán quân trên Hot Dance Club Play trong 1 tuần và là đĩa đơn quán quân đầu tiên của Allen trên bảng xếp hạng này. Ở Canada, nó đạt được vị trí 57 cuối năm 2008, rơi khỏi bảng xếp hạng 7 tuần rồi trở lại vào năm 2009 ở vị trí 33. Tại đây, đĩa đơn đã được chứng nhận Vàng bởi Hiệp hội Công nghiệp thu âm Canada với doanh số trên 20.000 bản.

## Video âm nhạc

Lily Allen với chú gấu teddy trong video âm nhạc "The Fear".

Video âm nhạc cho "The Fear" được quay chủ yếu tại công viên Wrest Park ở Bedfordshire, Vương quốc Anh và do Nez đạo diễn. Nó được phát lần đầu ở Anh ngày 4 tháng 12 năm 2008 trên Channel 4. Trong video, Lily Allen hát trong một ngày nắng đẹp với những hình ảnh đồ vật buộc treo lơ lửng từ không trung như bóng bay và gấu teddy. Sau đó cô bước vào một căn nhà, hát và múa cùng các nam vũ công và các đồ vật biết nhảy múa.
Chi phí cho việc thực hiện video được thông báo là £50.000.

## Danh sách bài hát và định dạng
| - Download nhạc số 1. "The Fear" — 3:26 2. "Fag Hag" — 2:57 3. "Kabul Shit" — 3:45 - CD Đĩa đơn Anh / Úc 1. "The Fear" — 3:26 2. "Fag Hag" — 2:57 - 7" vinyl A. "The Fear" — 3:26 B. "Kabul Shit" — 3:45 | - 12" vinyl 1. "The Fear" (Fearless Mix) 2. "The Fear" (Runnin' Mix) - Remix CD 1. "The Fear" (Original Mix) — 3:26 2. "The Fear" (StoneBridge Radio Edit) — 3:26 3. "The Fear" (Wideboys Prime Time Radio Edit) — 3:56 4. "The Fear" (Dresden & Johnston Radio Edit) — 3:35 |

## Danh sách thực hiện
- Hát chính — Lily Allen
- Sáng tác — Lily Allen và Greg Kurstin
- Sản xuất — Greg Kurstin
- Trợ lý kĩ thuật – Alex Dromgode
- Hòa âm — Greg Kurstin
- Master bởi Geoff Pesche
- Khác — Todd Interland

## Xếp hạng và doanh số
| Bảng xếp hạng (2009)             | Vị trí cao nhất |
| -------------------------------- | --------------- |
| Australian ARIA Singles Chart    | 3               |
| Austrian Singles Chart           | 20              |
| Belgian (Flanders) Singles Chart | 6               |
| Belgian (Wallonia) Singles Chart | 5               |
| Canadian Hot 100                 | 33              |
| Danish Singles Chart             | 20              |
| Dutch Top 40                     | 29              |
| European Hot 100 Singles         | 3               |
| Finnish Singles Chart            | 14              |
| French Singles Chart             | 15              |
| German Singles Chart             | 12              |
| Irish Singles Chart              | 5               |
| Japan Hot 100 Singles            | 9               |
| New Zealand Singles Chart        | 14              |
| Swedish Singles Chart            | 30              |
| Swiss Singles Chart              | 14              |
| UK Singles Chart                 | 1               |
| U.S. Billboard Hot 100           | 80              |
| U.S. Pop 100                     | 39              |
| U.S. Hot Dance Club Songs        | 1               |

| Quốc gia | Chứng nhận | Doanh số |
| -------- | ---------- | -------- |
| Úc       | Bạch kim   | 70.000+  |
| Canada   | Vàng       | 20.000+  |

| Bảng xếp hạng            | Vị trí |
| ------------------------ | ------ |
| Australian Singles Chart | 22     |
| UK Singles Chart         | 8      |